# Roque Mercedes
Roque Mercedes Lamesi (nacido el 28 de octubre de 1986 en La Romana) es un lanzador dominicano de ligas menores que se encuentra en la organización de los Cerveceros de Milwaukee.

## Carrera
Mercedes fue firmado como agente libre no drafteado por los Cerveceros de Milwaukee en 2005. Jugó en su sistema de ligas menores hasta ser canjeado junto con el jardinero Cole Gillespie a los Diamondbacks de Arizona por el segunda base puertorriqueño Felipe López en 2009. El 21 de diciembre de 2010, los Cerveceros reclamaron a Mercedes desde waivers de los Diamondbacks. El 4 de febrero de 2011, fue designado para asignación por los Cerveceros para dar cabida a Mark Kotsay. Fue sacado de waivers y fue asignado al equipo de Triple-A Nashville Sounds, e invitado a los entrenamientos de primavera.